# Mario Lecaros
Mario Lecaros Venegas (Santiago de Chile, 28 de marzo de 1950) es un reconocido músico multinstrumentista y compositor de Jazz chileno. Desde temprano tuvo una gran inquietud por el conocimiento lo que lo llevó a desarrollarse como pianista, contrabajista, saxofonista y cornista. Al igual que su familia Mario Lecaros destaca por su trabajo tanto en el extranjero como en su país de origen. Lo que lo llevó a consumarse como uno de los grandes exponentes de la escena del Jazz en Chile en la actualidad. Siendo referente de las nuevas generaciones.

## Biografía

### Primeros años
A la edad de 8 años Mario Lecaros comenzó sus primeros estudios en el Conservatorio Nacional de Música de la Universidad de Chile lugar donde estudió violín, posteriormente piano y finalmente corno francés, todo esto además de los estudios teóricos (teoría, armonía, música de cámara, orquesta juvenil, etc). Esto sólo era el inicio debido a que su personalidad lo condujo a explorar en una gran variedad de instrumentos musicales.
Su motivación por el jazz nace a temprana edad, debido a la cercanía que ya tenía su familia con la música (Familia Lecaros). Por lo que su interés por el jazz en particular, surge directamente bajo la influencia de su hermano mayor, Roberto Lecaros, que en este periodo ya era un experto en este estilo de música y también en la música popular. Así es como en los años 60 a la edad de 15 años era guiado por su hermano para tocar contrabajo y así poder ocupar lugar en un trío de Jazz encabezado por su hermano que carecía de contrabajista. Así es como aprende contrabajo y en 1965 graba junto al "Village Trió" su primer disco llamado del mismo nombre, el trío estaba conformado por Roberto en el piano, Sergio Meli en la batería, y Mario quien participó en el contrabajo.

#### Colaboraciones
El Village Trío permaneció vigente hasta finales de los años 60, con participaciones en distintos escenarios del Jazz chileno de la época. Sin embargo para este año los roles de los hermanos habían sido intercambiados. Siendo Roberto el contrabajista y Mario el pianista, instrumento que resultó determinante en su quehacer en la música y en el jazz. Lo que a su vez significó la consolidación en su carrera como pianista.
Para la década de 1970 llegó a estar en el mando de un cuarteto de jóvenes en el Nahuel Jazz Club, perteneciente al difunto pianista chileno Omar Nahuel. Fue durante esta misma época en que Lecaros comenzó a incursionar en la escritura de piezas de Jazz para así más tarde formar su primer trío y dedicarse de lleno a la composición de su música.
Más tarde en 1974 durante el mes de abril y marzo participó en la grabación del álbum Urgente del grupo "Santa y su gente" donde además de tocar el piano eléctrico, escribió y compuso el tema "La muñeca". Posteriormente en 1975 pasa a integrar el grupo Fusión, el cual es apreciado como el primer proyecto de jazz eléctrico en Chile, el que se llevó a cabo por medio de audiciones logrando así reunir un grupo de músicos solistas de Jazz lo que permitió desarrollar el primer y último álbum que esta banda llegó a grabar llamado Top Soul (1975), el cual contó también con la participación de Mario en el piano eléctrico. A raíz de esta banda se origina una nueva forma de lenguaje musical basado principalmente en la fusión de la improvisación propia del jazz pero tomando elementos del soporte eléctrico.
Este proyecto de fusión el cual estaba encabezado por el bajista Enrique Luna, quien permaneció por un largo periodo en la ciudad de Nueva York estudiando y adquiriendo los conocimientos del Jazz moderno influenciado directamente por el famoso Miles Davis quien justamente era el que empleaba la técnica de fusión entre el jazz clásico y el jazz eléctrico. Por lo que Luna al llegar a Chile pudo transmitir todo lo que había aprendido enseñando las tendencias de esos años a las nuevas generaciones de músicos chilenos. Es a partir de ahí que toma como principales referentes a los discípulos de Miles Davis como Chick Corea y Herbie Hancock. El grupo Fusión A pesar de haberse consolidado como un grupo de músicos experimentales, debieron afrontar el difícil periodo que vivió Chile en el año de 1973, donde la mayor parte de los integrantes entre ellos Mario Lecaros permanecieron fuera de Chile.

### Años en Europa
Es por esta razón que en 1976 decide abandonar Chile y emigrar a Barcelona en España donde vivió por los siguientes 17 años, este hecho es sumamente importante en su carrera debido a que es en España en donde conoce al grupo "Mirasol" con quienes en el año 1978 graba un LP contribuyendo en la composición y arreglos. Y un segundo LP en el año 1979 el cual estuvo completamente bajo su dirección musical.
A fines del año 79 Mario Lecaros es el cofundador de "Taller de Músics", una escuela de Jazz y música popular, la primera en Barcelona- También pasó a formar parte del cuerpo docente de la escuela. En esta época de su vida se dedicó dar clases de piano en la escuela, y también se dedica a la enseñanza de estudios en armonía, improvisación, combos y dirección de las famosas "BIG BAND" (gran orquesta). Actualmente el taller de músics cuenta con más de 800 alumnos de entre los cuales destaca la cantautora catalana Rosalía Vila Tobella.

### De regreso en Chile
Para el año 1988 Mario deja España y emigra a Suiza junto a su familia donde continúa realizando conciertos y dedicándose a su labor de profesor de piano. A partir de este año también comienza a recorrer varios países de Europa realizando conciertos, para así finalmente regresar a Chile en el año 1992 luego de una larga estadía en el extranjero, Mario se establece en Chile con el objetivo de poder difundir su música y así darse a conocer en su país de origen a través de conciertos en distintos escenarios.
En 1997 graba su primer disco solista que se titula como "SEPTIEMBRE" que básicamente recopila temas clásicos del folclore nacional a raíz de artistas como Violeta Parra, Víctor Jara, entre otros. Entre las composiciones incluidas en el álbum se destaca Volver a los 17, Gracias a la vida, la Cueca del Retorno, Plegaria a un labrador, etc.
Luego en 2008 se dedica a su segundo trabajo en solitario el cual es titulado como "SEPTIEMBRE II" perteneciendo a la serie en la que ya había estado trabajando. En este nuevo trabajo busca una nueva perspectiva del Jazz, retornando a lo clásico del trío.
En el año 2010 se reúne con sus hermanos Roberto Lecaros (violín), Pablo Lecaros (bajo) y su sobrino Félix Lecaros (baterista e hijo de Roberto) y producen el Lecaros Jazz Quartet, juntos graban un álbum titulado del mismo nombre el cual fue editado en el año 2012. Durante este mismo año (2012) Lecaros pasa a formar parte de la SCI (Sociedad Chilena de Intérpretes) actuando como consejero.

### Últimos años
Actualmente reside en Chile y ha estado participando en diversos espacios de la escena del Jazz nacional como el Festival de Jazz de Lebu en 2018, también ha participado conjuntamente con sus hermanos y familia en clubes de jazz, ciclos de jazz, entre otros. A pesar de que vive en Chile

## Discografía

### Discos de estudio
- Village Trio (1965, LR Ortiz)
- Urgente (1974)
- Top Soul (1975)
- Septiembre Volumen 1. (1997)
- Cormorán (2002)
- Quinto Primero (2002)
- Septiembre Volumen 2. (2012)
- Lecaros Jazz Quartet (2012)